# Енфілдський полтергейст

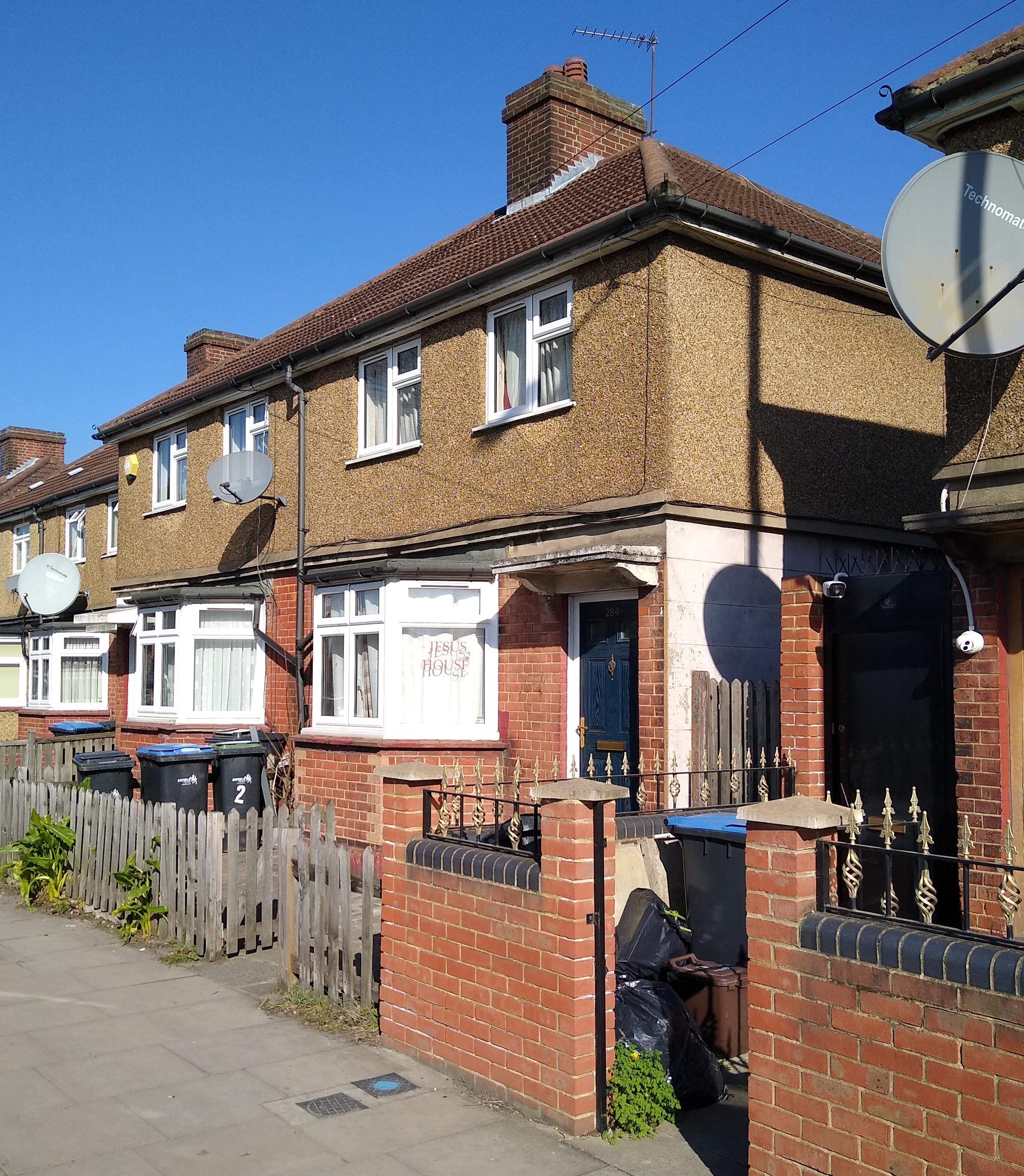
Грін-стріт 284, будинок де як вважалось відбувався Енфілдський полтергейст

Енфілдський полтергейст — твердження про надприродну діяльність на Грін-стріт 284, будинок ради в Брімсдауні, Енфілд, Лондон, Англія, Великобританія, між 1977 і 1979 роками. Передбачувана діяльність полтергейсту була зосереджена на сестрах Джанет (11 років) і Маргарет Ходжсон (13 років).
Деякі члени Товариства психічних досліджень (SPR), такі як винахідник Моріс Гросс і письменник Гай Лайон Плейфер, вважали, що привиди були справжніми, тоді як інші, такі як Аніта Грегорі та Джон Белофф, були «не переконані» і знайшли докази того, що дівчата імітували. інцидентів на користь журналістів. Члени Комітету з наукового дослідження тверджень про паранормальні явища (CSICOP), у тому числі сценічні фокусники, такі як Мілборн Крістофер і Джо Нікелл, критикували дослідників паранормальних явищ за легковірність, водночас визначаючи елементи справи як ознаки містифікації.
Історія привернула увагу преси в британських газетах, була згадана в книгах, показана в телевізійних і радіо документальних фільмах, і драматизована у фільмі жахів 2016 року Закляття 2.
27 жовтня 2023 року на Apple TV+ відбулася прем’єра фільму «Енфілдський полтергейст» режисера Джеррі Ротвелла.

## Претензії
У серпні 1977 року Пеггі Ходжсон, мати-одиначка, зателефонувала до столичної поліції до свого орендованого будинку на Грін-стріт 284 в Енфілді, Лондон, сказавши, що вона була свідком переміщення меблів і що двоє з чотирьох її дітей почули стукіт по стінах. Серед дітей були Джанет, 11 років, і Маргарет, 13 років. Жінка-поліцейський повідомила, що бачила, як крісло "гойдалося і ковзало", але "не змогла визначити причину руху". Пізніші претензії включали безтілесні голоси, гучні звуки, кинуті іграшки, перекинуті стільці та левітацію дітей.
Протягом вісімнадцяти місяців понад тридцять людей, у тому числі сусіди Ходжсонів, дослідники паранормальних явищ і журналісти, сказали, що бачили важкі меблі, які рухалися самі по собі, предмети, які кидалися через кімнату, а сестри, здавалося, піднімалися вгору на кілька футів. земля. Багато хто також чув і записував стукіт і грубий голос. Ця історія регулярно висвітлювалася в газеті Daily Mirror, доки звіти не припинилися в 1979 році.

## Розслідування

### Паранормальні явища
Члени Товариства психічних досліджень (SPR) Моріс Гросс і Гай Лайон Плейфер повідомили про «цікавий свист і гавкіт, що лунали зі сторони Джанет». Хоча Плейфер стверджував, що паранормальні явища були справжніми, і писав у своїй пізнішій книзі «У цьому будинку є привиди: правдива історія полтергейста» (1980), що в заворушеннях Енфілда винна «сутність», він часто сумнівався в правдивості дітей і задавався питанням, чи вони жартували і перебільшували. Тим не менш, Гросс і Плейфейр вважали, що, незважаючи на те, що деякі з передбачуваних полтергейстів були імітовані дівчатами, інші випадки були справжніми. Серед інших дослідників паранормальних явищ, які досліджували цю справу, були американські демонологи Ед і Лоррейн Воррен, які відвідали будинок в Енфілді в 1978 році і переконалися, що події мають надприродне пояснення.
Джанет була виявлена в обмані; відеокамера в сусідній кімнаті зафіксувала, як вона згинає ложки та намагається зігнути залізний пруток. Гросс бачив, як Джанет стукає ручкою мітли по стелі й ховає його магнітофон. За словами Плейфера, один із голосів Джанет, якого вона назвала «Білл», продемонстрував «звичку раптово змінювати тему — ця звичка була і у Джанет». Коли Джанет і Маргарет зізналися журналістам у «витівках», Гросс і Плейфер змусили дівчат відмовитися від своїх зізнань. Інші дослідники висміювали цих двох чоловіків за те, що їх легко обдурити.
Екстрасенсор Рене Хейнс зазначила, що на конференції SPR у Кембриджі в 1978 році, де досліджувалися відеокасети з Енфілда, виникли сумніви щодо передбачуваного голосу полтергейста. Слідчий SPR Аніта Грегорі заявила, що справу Енфілда було «переоцінено», охарактеризувавши кілька епізодів поведінки дівчат як «підозрілі», і припустила, що дівчата «інсценували» деякі інциденти на користь журналістів, які шукали сенсаційну історію. Джон Белофф, колишній президент SPR, провів розслідування та припустив, що Джанет практикувала черевомовництво. І Белофф, і Грегорі дійшли висновку, що Джанет і Маргарет жартують зі слідчими.

### Інше
Мілборн Крістофер, американський сценічний фокусник, коротко досліджував події в Енфілді і не зміг помітити нічого, що можна назвати паранормальним. Він був наляканий тим, що, на його думку, було підозрілою діяльністю з боку Джанет, а пізніше дійшов висновку, що «полтергейст був нічим іншим, як витівками маленької дівчинки, яка хотіла створити проблеми і яка була дуже, дуже розумною». Чревомовець Рей Алан відвідав будинок і дійшов висновку, що чоловічі голоси Джанет були просто вокальними трюками.

## Скептичні тлумачення

### Критика розслідувань
Скептик Джо Нікелл із американського Комітету з наукового дослідження тверджень про паранормальні явища (CSICOP) дослідив висновки дослідників паранормальних явищ і розкритикував їх за надмірну довірливість; коли пролунав нібито безтілесний демонічний голос, Плейфер зазначив, що «як завжди, губи Джанет майже не рухалися». Він стверджував, що слідчий Мелвін Гарріс показав фотоапарат з дистанційним керуванням — фотографа не було в кімнаті з дівчатами — який знімав кожні п’ятнадцять секунд, щоб виявити «розкази» дівчат. Він стверджує, що фотографія, яка нібито зображує Джанет, яка парить, насправді показує, як вона відскакує від ліжка, наче це був батут. Харріс назвав фотографії прикладами звичайної «гімнастики» і сказав: «Варто пам'ятати, що Джанет була шкільною спортивною чемпіонкою!»
Нікелл зазначив, що несправність магнітофона, яку Гросс приписував надприродній активності і яку президент SPR Девід Фонтана описав як подію, «яка, здавалося, суперечить законам механіки», була своєрідним застряганням плівки, яка траплялася у старих моделях бобінних магнітофонів. Він також сказав, що Ед Воррен був «сумно відомий тим, що перебільшував і навіть вигадував випадки в таких випадках, часто перетворюючи «переслідуючий» випадок на «одержимість демонами».
У 2015 році Дебора Хайд прокоментувала, що немає переконливих доказів полтергейсту в Енфілді: «Перше, що слід зазначити, це те, що події не відбувалися за контрольованих обставин. Люди часто бачать те, що очікують побачити, їхні відчуття організовані та сформовані їхнім попереднім досвідом і переконаннями».

### Відповідь на претензії
Скептики стверджували, що передбачуваний голос полтергейста, який походив від Джанет, був створений фальшивими голосовими зв’язками над гортанню та мав фразеологію та дитячий словниковий запас. У телевізійному інтерв’ю BBC Scotland було помічено, що Джанет привернула увагу, помахавши рукою, а потім поклавши руку перед ротом, у той час як лунав нібито «безтілесний» голос. Під час інтерв'ю обом дівчатам поставили запитання: "Як це відчувати, коли тебе переслідує полтергейст?" Джанет відповіла: «Тут немає привидів», а Маргарет тихим тоном перебила: «Замовкни». Ці фактори були розцінені скептиками як доказ проти цієї справи.
Як «маг, досвідчений у динаміці обману», Нікелл досліджував обліковий запис Playfair, а також сучасні прес-вирізки. Зазначив, що передбачуваний полтергейст «був схильний діяти лише тоді, коли за ним не спостерігали», і дійшов висновку, що інциденти найкраще пояснити дитячими витівками.
Хоча Гросс зробив магнітофонні записи Джанет і вважав, що тут не було обману, фокусник Боб Каутті сказав: «Він надав мені деякі записи, і, прослухавши їх дуже уважно, я дійшов висновку, що в них нічого не було». Те, що я чув, перевищувало можливості творчого підлітка». Усі записи були каталогізовані та оцифровані SPR, а в 2019 році доктор Мелвін Віллін випустив книгу їх змісту «Плівки Енфілдського полтергейста: Біла ворона».
У статті 2016 року професор психології Кріс Френч в журналі Time Out описав п’ять причин, чому він вважав цей випадок обманом. Його причини:
- Дві сестри зізналися у фальсифікації деяких дій
- Фотографію Джанет, що парить над ліжком, можна пояснити так само легко, як Джанет, яка стрибає
- «Дух» старого чоловіка, який нібито оволодів Джанет, дуже цікавився менструацією
- Очевидці, як відомо, ненадійні
- Інші витівки школярок до і після вийшли з-під контролю

## У масовій культурі
- 26 грудня 1978 року BBC Radio 4 транслювало документальний фільм «Енфілдський полтергейст» репортера BBC Розалінд Морріс. Морріс неодноразово відвідував родину Ходжсонів, щоб зняти цей документальний фільм. [5]
- У 1992 році Бі-Бі-Сі випустило суперечливий псевдодокументальний фільм під назвою Ghostwatch, написаний Стівеном Волком і заснований на полтергейсті з Енфілда[17].
- У березні 2007 року Channel 4 показав документальний фільм про полтергейста Енфілда під назвою «Інтерв'ю з полтергейстом».
- Енфілдський полтергейст був показаний в епізодах серіалу ITV Strange but True? і Екстремальні історії про привидів.
- Енфілдський полтергейст був темою телевізійного серіалу Sky Living The Enfield Haunting у 2015 році, який транслювався з 4 по 17 травня 2015 року.
- Фільм 2016 року Закляття 2 заснований на розслідуванні справи Едом і Лорейн Воррен[18].
- У 2018 році програма BBC Radio 4 The Reunion, представлена Сью МакГрегор, переглянула цю справу, опитавши свідків Морріса, Річарда Гросса та Грема Морріса[19].
- У липні 2023 року прем’єра сценічної постановки під назвою «Енфілдський полтергейст» відбулася в Бакстон-Фріндж у Пік-Дистрикт, Англія. З тих пір п’єса гастролює Великобританією в різних периферійних і невеликих театрах[20].
- У 2023 році було оголошено про прем’єру нової п’єси під назвою «The Enfield Haunting» з Кетрін Тейт у головній ролі в Королівському театрі Брайтона та Річмонда, а потім у театрі «Ambassadors» у Лондоні з 30 листопада 2023 року по 2 березня 2024 року[21].